# Louis Valcke

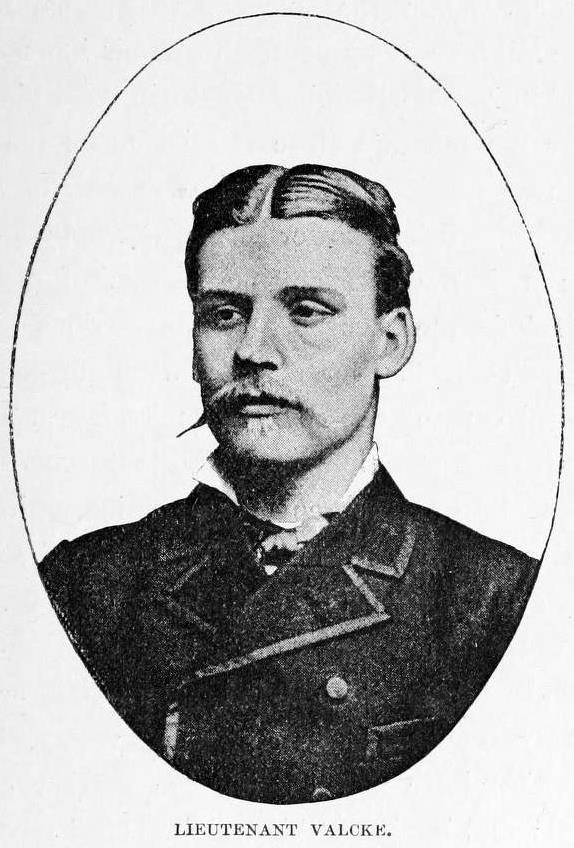
Valcke als Leutnant.

Louis Pierre Alphonse Valcke (* 22. Dezember 1857 in Brügge, Belgien; † 16. März 1940  in Gent, Belgien) war ein belgischer Soldat und Kolonialbeamter. Er diente ab Anfang der 1880er Jahre für den belgischen König Leopold II. im Kongo-Freistaat und nahm dort an Expeditionen des britischen Afrikaforschers Henry Morton Stanley teil. 1886/87 war er zeitweise als Interims-Generalgouverneur des Landes eingesetzt.

## Biographie

### Frühe Jahre (1857–1880)
Valckes Eltern waren Liévin-Pierre Valcke und Clémence d'Ongena. Er studierte am Atheneum in Brügge und trat dann am 1. Dezember 1874 in die Militärschule ein. Am 1. Januar 1877 wurde er zum Leutnant befördert. Am 27. Februar 1878 wurde er dem Pionierregiment in Antwerpen zugeteilt.
Im Jahr 1880 wurde Valcke vom Militärkartografischen Institut abgeordnet und dem Komitee zur Erforschung des oberen Kongo zugeteilt. Er wurde vom König beauftragt, zu untersuchen, wie man das Zentrum Afrikas am besten erreichen könnte, und riet dem König, die Idee einer Einreise von Osten über den Indischen Ozean aufzugeben. Ende Juli 1880 ermächtigte der König Valcke, einen Weg vom Westen, also vom Atlantik her, in das Kongobecken zu erkunden. Er bat Valcke weiterhin, über diese geplante Unternehmung absolute Geheimhaltung zu wahren und Geduld und Flexibilität gegenüber Henry Morton Stanley zu zeigen, den er ihm zwar als brillanten Entdecker und tatkräftigen Organisator, allerdings mit einem schwierigen und ehrgeizigen Charakter beschrieb.

### Erste Amtszeit im Kongo (1880–1881)

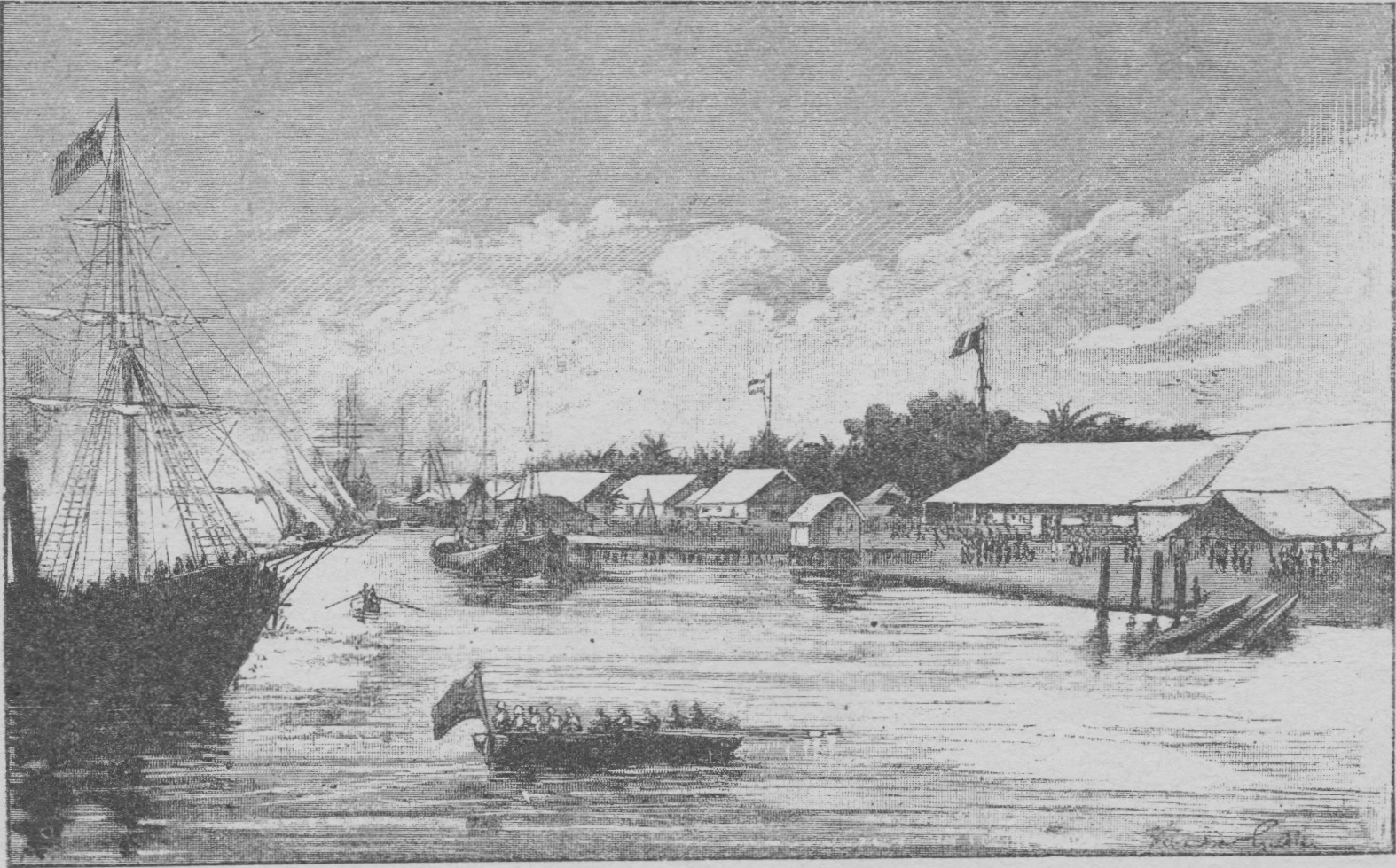
Banana um 1887

Am 4. August 1880 schiffte sich Valcke in Ostende ein, um gemeinsam mit Charles-Marie de Braconnier über Liverpool nach Banana zu reisen, das er am 2. Oktober 1880 erreichte, und fuhr am 6. Oktober 1880 flussaufwärts nach Vivi, um Kontakt mit Stanley aufzunehmen. Am 15. November 1880 schickte Stanley Valcke den Befehl, sich ihm in Ngoma anzuschließen, wo Valcke am 25. November 1880 ankam. Stanley beauftragte Valcke, eine Straße zu bauen, die am Fuße des Ngoma-Plateaus vorbeiführen und den Transport von Ausrüstung, Proviant und Personal zum Aufbau von Stationen im oberen Kongo-Gebiet zu ermöglichen. Valcke sprengte mit Sprengstoff Felsen aus dem Berg, die zusammen mit Baumstämmen zum Bau des 1.500 Meter langen „Valcke-Damms“ von Ngoma nach N‘Konzo verwendet wurden. In seinen Memoiren äußerte sich Stanley zufrieden mit Valckes Arbeit.
Am 8. Dezember schlugen sie an einem Ort namens Khonzo ihr Lager auf. Stanley fuhr mit dem Dampfer Royal flussaufwärts und konnte bis auf 2,4 km an Isangila herankommen. Von Khonzo aus bauten 100 Männer die Straße über Land, während die Dampfer die Materialien auf dem Wasserweg transportierten. Bis zum 30. Dezember hatte die Expedition ihr Lager bei Isangila aufgeschlagen und die Dampfer befanden sich in einer Bucht, von der aus eine Straße gebaut werden konnte, um sie zu ihrem Startplatz oberhalb der Stromschnellen zu bringen. Stanley überließ Valcke die Verantwortung, während er nach Vivi zurückkehrte, um die neuen Wagen und einen neuen Stahlleichter abzuholen, die in Bundi zurückgelassen worden waren. Am 2. Januar 1881 gingen die Boote an Land im Lager, um repariert und für die Reise nach Manyanga gestrichen zu werden.

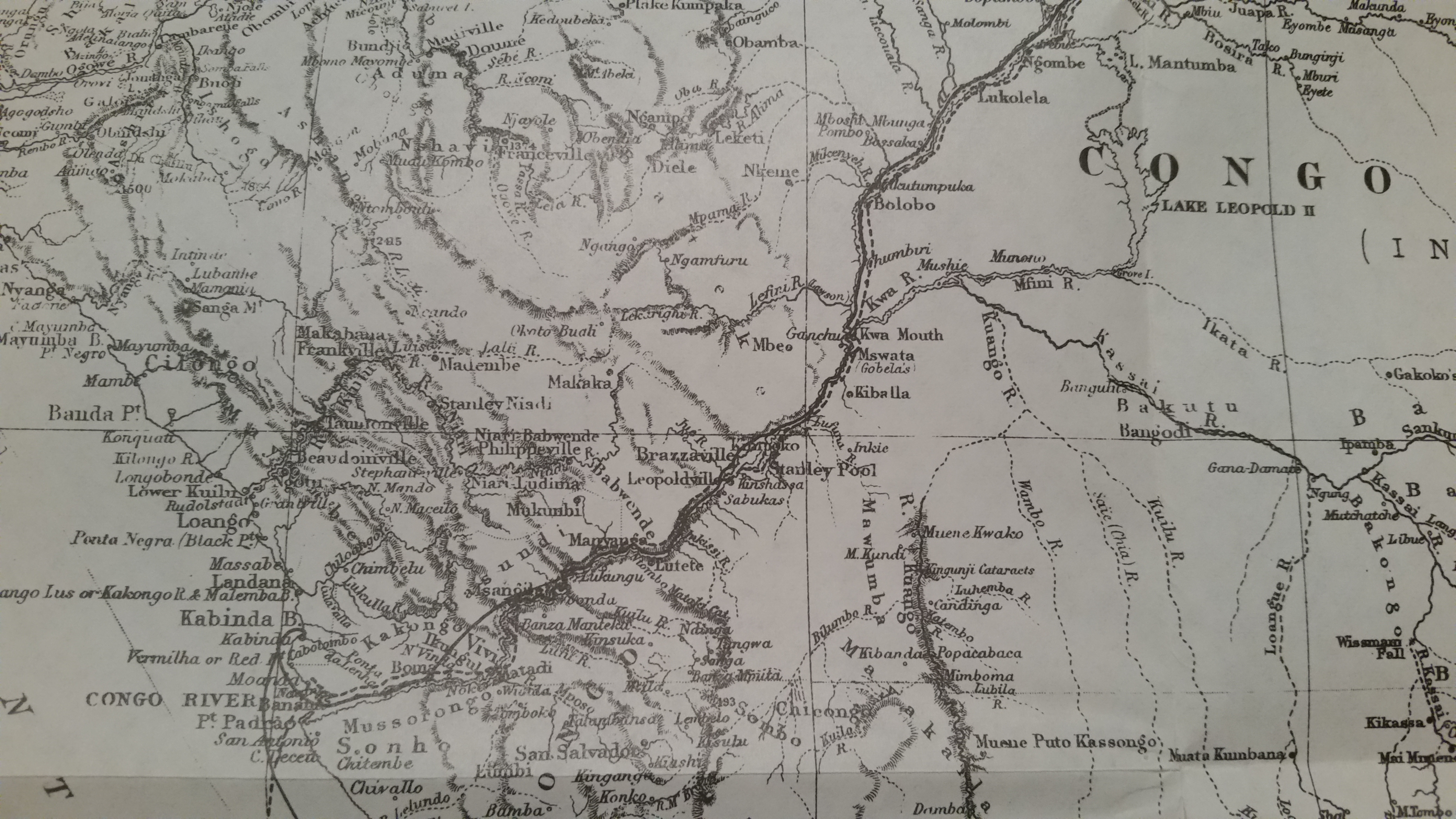
Karte des Kongo aus Stanleys Through the Dark Continent.

Im Februar 1881 hörte Stanley Gerüchte, dass britische Missionare den Bau einer Niederlassung in der Region planten, und bat Valcke, zuvor eine Niederlassung der Internationalen Afrika-Gesellschaft (A.I.A.) in Isangila einzurichten. Die Station wurde innerhalb von zwei Monaten fertiggestellt. Während Valcke mit dem Ausbau des Postens in Isangila fortfuhr, fuhr Stanley mit den Dampfschiffen En Avant und Royal den schiffbaren Abschnitt des Flusses hinauf nach Manyanga, wo er mit dem Bau einer weiteren Station begann, den er Victor Harou anvertraute. Er beauftragte Charles-Marie de Braconnier mit dem Bau einer Straße von Manianga zur Mündung des Lufu-Flusses unter Umgehung der Ntombo-Mataka-Wasserfälle. Valcke vertraute Isangila Eugène Janssens und Frédéric Orban an und brach gemeinsam mit Otto Lindner am 5. Mai 1881 ins Landesinnere auf. Sie erreichten Manyanga am 5. Juni 1881, wo sich Stanley gerade von einer schweren Krankheit erholte. Stanley begrüßte Lindners und Valckes Ankunft und die mitgebrachte Verstärkung, ein Kontingent neuer Rekruten aus Sansibar, sowie die Post der letzten sechs Monate. Am 15. Juli brachen sie mit einem Kontingent einheimischer Hilfstruppen auf der von Braconnier markierten Route auf und transportierten die En Avant und zwei Walfangboote über Land zum Pool Malebo (damals Stanley Pool genannt).
Sie erreichten den Gordon-Bennett-Fluss (zu der Zeit benannt nach James Gordon Bennett Jr. heute: Djoué-Fluss) ohne Schwierigkeiten. Dort erfuhren sie, dass Pierre Savorgnan de Brazza einen Vertrag mit Häuptling Makoka unterzeichnet hatte und darin den Besitz des gesamten rechten Ufers des Kongo-Flusses nördlich des Pools für Frankreich forderte. Die Belgier errichteten ein Lager am rechten Ufer des Djoué und am 3. August 1881 bat Stanley Valcke, an die Küste zurückzukehren und zu versuchen, das am 20. August 1881 von Banana nach Luanda fällige Boot zu erreichen. Er sollte mit Handelswaren zurückkehren, um Häuptling Ngaliéma für die A.I.A. zu gewinnen. Valcke legte die 500 Kilometer lange Reise nach Banana in sieben Tagen zurück. Als er Luanda erreichte, litt er an Fieber und Hämaturie, doch es gelang ihm, die Waren zu besorgen und nach Banana zu bringen, von wo aus er sie zu Stanley schickte. Er kehrte dann nach Belgien zurück, wo er am 23. Dezember 1881 Ostende erreichte.

### Zweite Amtszeit im Kongo (1882–1885)

#### Straße nach Leopoldville
In Brüssel traf Valcke mit König Leopold II. zusammen, der ebenfalls der Ansicht war, dass die Besetzung Zentralafrikas nun auch militärisch rasch erfolgen müsse. Am 8. Februar 1882 brach Valcke nach Sansibar auf, um Hilfstruppen zu rekrutieren und sie über Kapstadt nach Banana zu bringen, wo er sich mit Alphonso van Gèle traf. In der Zwischenzeit hatte Stanley eine anstrengende Expedition zum Mfini-See und zum Leopold-II-See unternommen, wo er an Fieber und Bauchschmerzen erkrankte und zur Rückkehr nach Europa aufgefordert wurde. Er war in Vivi, als Valcke und Van Gèle im April ankamen. Stanley übertrug Valcke das alleinige Kommando über die 256 Sansibaris, unabhängig vom neuen Verwalter, dem deutschen Geographen Eduard Pechuel-Loesche, dem eigentlichen Stellvertreter Stanleys in Vivi.
Valcke ließ Lieven van de Velde mit den Kranken aus dem Sansibar-Kontingent in Vivi zurück und brach zusammen mit Van Gèle auf, der einen neuen Dampfkessel für die Royal und 600 Rationen Waren beladen hatte. Auf der Loa-Höhe wurde Van Gèle krank und musste nach Vivi zurückkehren, während Valcke weiterreiste.
Am 1. August schlossen sich ihm Van de Velde und die genesenen Sansibari an. Die Straße nach Isangila musste repariert werden, um den Transportanforderungen gerecht zu werden. Valcke und seine Kolonne erreichten Isangila am 30. August und zogen weiter nach Manyanga. Hier griff Valcke auf Ersuchen des Stationskommandanten Théodore Nilis ein, um die Mowa-Region zu befrieden. Valcke begann daraufhin mit dem Bau einer Straße entlang des linken Ufers, die für Transportunternehmungen der A.I.A. dienen sollte, um Waren, die am Pool gelagert werden sollen, dorthin zu transportieren. Der Bau der Straße durch das Gebiet der Häuptlinge Lutete und Makito verlief problemlos. Diese mussten allerdings davon überzeugt werden, den Europäern die Durchreise zu gestatten. In Lutete wurde eine weitere Station eingerichtet und Van Gele anvertraut. Anfang Oktober erreichte das Propellerdampfschiff A.I.A. gebaut von Forges et Chantiers de la Méditerranée Banana. Es wurde dann in Einzelteilen nach Isangila gebracht, zusammengebaut und erreichte im Oktober 1882 Manyanga. Valcke übernahm die Aufgabe, den Dampfer zum Pool zu bringen, wo er für Stanleys nächste Erkundungsfahrt im Mai 1883 erneut zunächst zerlegt und dann wieder zusammengebaut werden musste.

#### Verträge
Valcke musste sich mit Makoko in Mbe treffen, um ihn dazu zu bewegen, den Vertrag, den er mit den Franzosen geschlossen hatte, zu kündigen oder zumindest zu lockern. Er und Camille Coquilhat erreichten Léopoldville am 7. Dezember und Msuata am 13. Dezember mit einer Eskorte von 50 Sansibaris und den für die Verhandlungen benötigten Waren. Valcke stellte fest, dass Häuptling Makoko nach Brazzas Abreise den Großteil der französischen Güter für sich beansprucht hatte, was zu seiner Absetzung geführt hatte. Die Häuptlinge Mfumu Ntaba, Ngaliema und Gantschu akzeptierten die Autorität der A.I.A. und stimmten dem Bau europäischer Stützpunkte im Landesinneren und am Fluss zwischen der Mündung des Lefini und des Djoué zu. Am 13. Januar 1883 war Valcke in Mfoa, wo er von Braconnier hörte, dass die französische Regierung den Vertrag mit Makoko ratifiziert hatte. Er musste daher alle Aktivitäten am rechten Ufer des Kongo aufgeben und nach Manyanga zurückkehren, um sich Stanley anzuschließen, der am 20. Dezember 1882 nach Vivi zurückgekehrt war. Valcke erreichte Léopoldville am 14. Januar 1883 und Manyanga am 16. Januar 1883, wo er Stanley und Edmond traf.

#### Transport und Versorgung

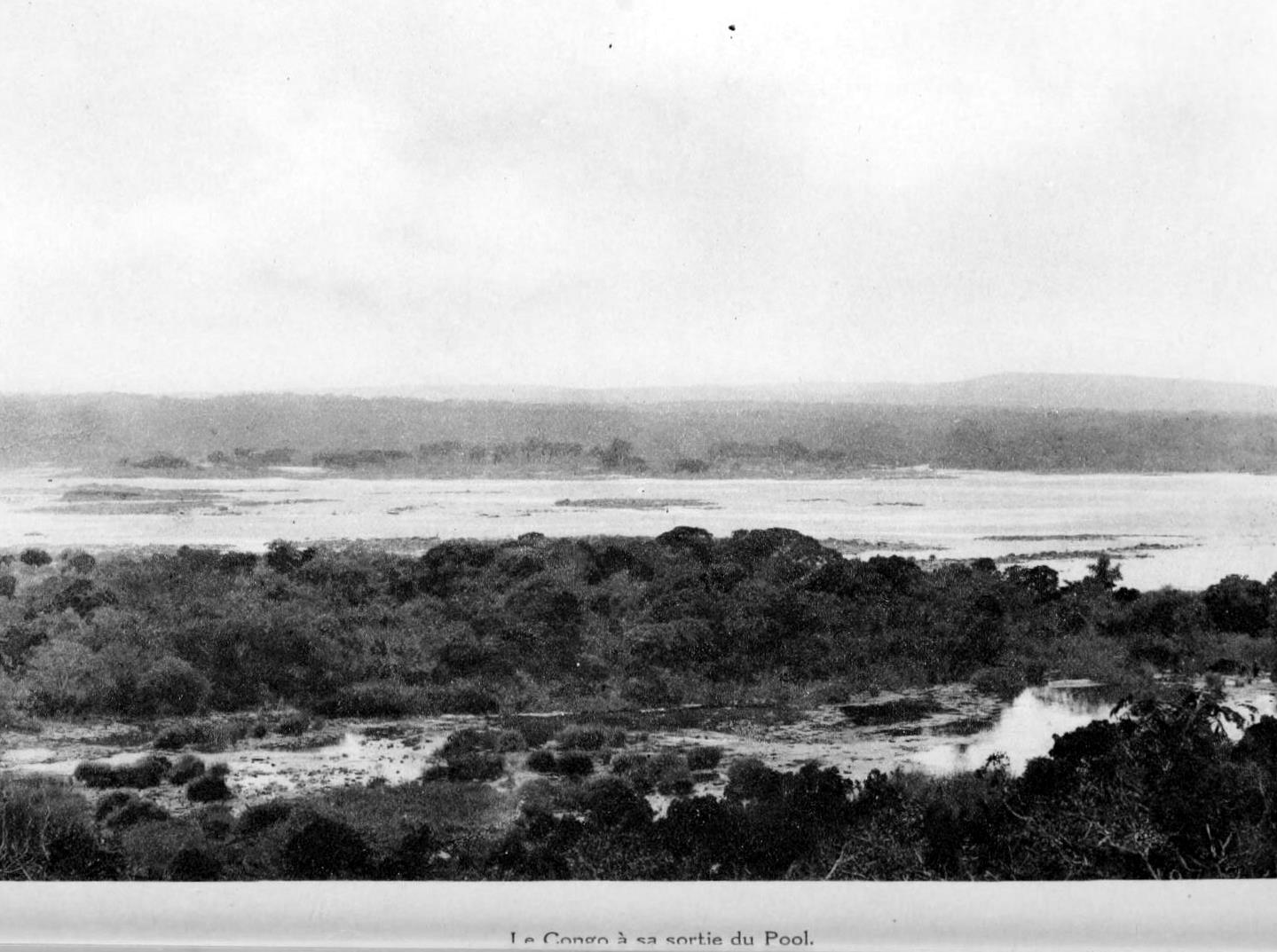
Der Kongo am Abfluss aus dem Pool. Aufnahme von 1888

Stanley hatte beschlossen, die Royal durch Walfangboote im Abschnitt Isangila–Manyanga zu ersetzen und den Dampfer nach Léopoldville zu transportieren. Stanley übernahm zwischen dem 7. und 27. Februar die Leitung des Dampfers auf dem rechten Ufer zum Inkisi, wo er den Fluss überqueren und auf dem linken Ufer weiterfahren musste. Valcke musste die beiden A.I.A. Dampfkessel zum linken Ufer transportieren. Er benutzte zwei Tragen, die jeweils von acht Trägern getragen wurden. Die Transportkolonne erreichte Léopoldville am 27. Februar 1883. Er arbeitete bis zum 3. April weiter an Transport- und Versorgungslösungen, bis er erschöpft war und um Ablösung bat. Van Gèle übernahm die Arbeit, während Valcke nach Léopoldville zurückkehrte. Stanley übertrug ihm das Kommando über den Distrikt Stanley Pool und die Station Léopoldville sowie die allgemeine Verantwortung für die Regionen Cataractes und Bas-Congo.
Leopoldville entwickelte sich rasch, als es in Manyanga zu Unruhen kam und Stanley Valcke mit einer Eskorte von 45 Sansibaris dorthin schickte, um die Ordnung wiederherzustellen. Nach seiner Rückkehr wurde Valcke damit betraut, die Zustimmung der Häuptlinge aller Gebiete zwischen der Küste und dem Pool einzuholen, eine Konföderation zu bilden und sich unter den Schutz der A.I.A. zu stellen und deren Souveränität anzuerkennen. In Vivi schloss sich Valcke der englische General Frederic John Goldsmid an, der vom König zum Abschluss desselben Vertrags gesandt worden war, sich jedoch für diese Aufgabe als ungeeignet herausstellte. Sie teilten die Arbeit auf, bis Goldsmid in Isangila erkrankte und Valcke die Arbeit zu Ende führen musste.

#### Transport der Stanley
Am 20. Januar 1884 beauftragte Stanley Valcke in Leopoldville damit, den Dampfer Stanley von Banana zum Pool zu bringen, um ihn ebenfalls im oberen Kongo einzusetzen. Es kam in Einzelteilen am 9. Januar 1884 an. Die Stanley war ein großer Heckraddampfer mit einer Länge von 24 Metern (79 Fuß), einer Breite von 6 Metern (20 Fuß) und einem Gewicht von 35 Tonnen. Die Montage begann in Banana und wurde in Boma fortgesetzt. Am 20. April 1884 verließ die Stanley Boma voll beladen und erreichte am 31. April 1884 Vivi, wo mit der Zerlegung für den Landtransport begonnen wurde. Valcke begann, eine Transportkolonne aus 250 Sansibaris zu organisieren, um die Ausrüstung sowie 15.000 Rationen Lebensmittel und Güter mit einem Gewicht von jeweils 65 Pfund (29 kg) zu transportieren. Er erkrankte allerdings erneut an Hämaturie und musste zur Genesung in das Sanatorium Boma eingeliefert werden, wo er bis zum 16. Mai 1884 blieb. Als er nach Vivi zurückkehrte, stellte er fest, dass viele seiner Männer auf Stanleys Befehl mit der Verbreiterung der Straße zwischen Vivi und Isangila beschäftigt waren.

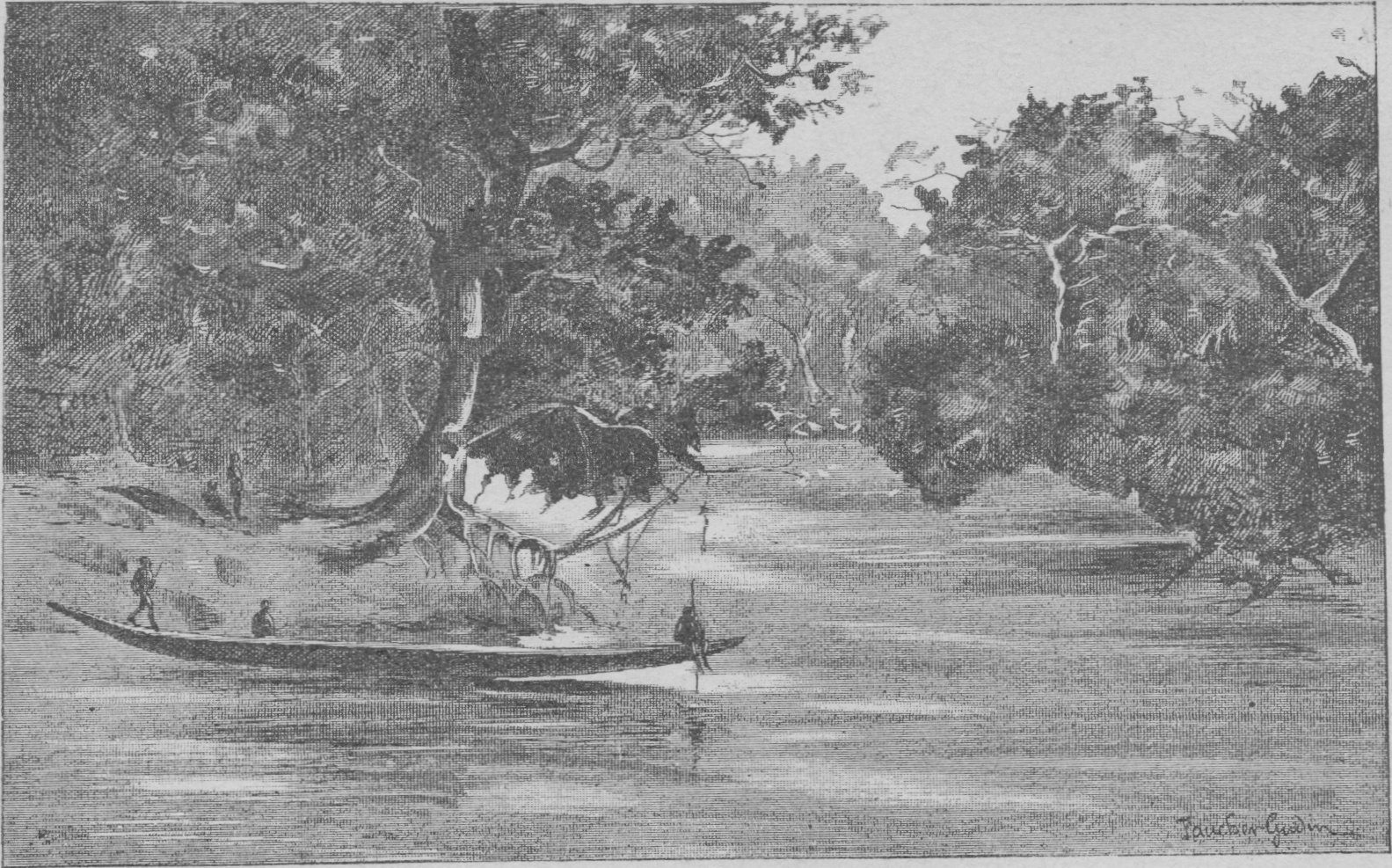
Überquerung des Inkisi-Flusses. Aus dem Buch des Schweden Alphonse-Jules Wauters: Stanleys expedition till Emin Paschas undsättning. 1890.

Francis de Winton vermittelte zwischen Stanley und Valcke, der somit seine Sansibari zurückerhielt. Unter großen Schwierigkeiten erreichte die Kolonne am 4. September 1884 Isangila. Sie reiste am 14. September auf dem Wasserweg weiter, erreichte Tshumbu und setzte am 3. Dezember die Reise auf der Straße von Tshumbu nach Lukungu fort. Lukungu erreichten sie am 23. Dezember 1884. Valcke erlitt einen weiteren Anfall von Hämaturie, setzte jedoch seine Reise fort und die sieben Bootsteile und die Dampfkessel erreichten Lutete am 14. Februar 1885. Am 10. März 1885 schlug die erschöpfte Kolonne ihr Lager am Inkisi-Fluss auf. Die einheimischen Träger desertierten über Nacht. Die Sansibaris überbrückten den Fluss und brachten bis zum Abend des 13. März die gesamte Ausrüstung hinüber, doch einige von ihnen desertierten in dieser Nacht ebenfalls und nur 82 Männer blieben bei Valcke zurück. Valcke ließ eine Wache unter Wall und Olsen am Inkisi zurück und machte sich auf den Rückweg nach Vivi, wobei er erneut einen Anfall von Hämaturie erlitt. Er reiste weiter nach Boma und nahm ein Schiff nach Rotterdam, das er Mitte April erreichte und aufgrund seiner Erkrankungen sechs Wochen das Bett hüten musste. Am 19. Mai 1885 kehrte er nach Belgien zurück. Während seiner Abwesenheit setzte die Stanley ihre Reise fort und war im Dezember 1885 auf dem Pool einsatzfähig.

### Dritte und vierte Amtszeiten im Kongo
1885 heiratete Valcke die 18-jährige Augusta Eerebout (1866–1940). Sie begleitete ihn im Juni 1886, als er nach seiner Ernennung zum Direktor der Marine und des Transportwesens des Kongo-Freistaats in den Kongo zurückkehrte. Sie war die erste belgische Ehefrau eines Staatsbediensteten, der während der Amtszeit ihres Ehegatten zum Aufenthalt in Zentralafrika berechtigt war. Sie wurde von einem jungen flämischen Diener begleitet und bezog ein für damalige Verhältnisse komfortables Haus in der Hauptstadt Boma. Dort bewirtete sie hochrangige Beamte des Freistaates.
In Abwesenheit von Camille Janssen war Valcke im Alter von 29 Jahren zeitweise Interims-Generalgouverneur des Kongo. 1887 begann er in Matadi mit dem Bau einer sechs Meter langen Anlegestelle, die durch zwei 15 Meter lange Brücken mit dem Ufer verbunden war. Am 2. Juni 1887 bekam er in seinem Haus in Boma Besuch von Albert Thys und Mitgliedern der Compagnie du Congo pour le Commerce et l'Industrie (CCCI) sowie von Ingenieuren, die den Bau der ersten Eisenbahn im Kongo vorbereiten sollten. Am 8. August 1887 leiteten Valcke und Thys den Transport von fünf Karren mit einem Gewicht von 1.500–3.500 Kilogramm (3.300–7.700 Pfund) nach Stanley Pool. Hunderte örtliche Arbeiter waren dafür nötig. Die schwer beladenen Karren transportierten Ersatzteile für die Boote Roi des Belges und Ville de Bruxelles. Seine Frau begleitete Valcke auf dieser Reise, wie sie es auch getan hatte, als er den Pier in Matadi baute.
Im Jahr 1888 erstellten Valcke und der Ingenieur Fabry anhand einer von Thuys erstellten Skizze einen Überblick über die allgemeine Streckenführung der Eisenbahn. Valcke erkrankte erneut an Hämaturie, gefolgt von Ruhr und einem Leberabszess, und kehrte im Februar 1888 nach Europa zurück. Während ihres Aufenthalts in Belgien gründeten Valcke und Thys die Compagnie du chemin de fer du Congo, die Compagnie des Produits du Congo, und die Société anonyme belge du commerce du Haut-Congo (SAB).
Valcke kehrte im Juli 1889 im Auftrag der SAB in den Kongo zurück, wo er bis März 1890 Parminter als Direktor ersetzte. Er errichtete Handelsposten dieser Gesellschaft bis zu den Fällen. Aus gesundheitlichen Gründen verließ er den Kongo ein letztes Mal und schied nach einem Streit mit Jérôme Becker aus der Armee aus.

### Spätere Karriere
1892 ging Valcke nach Kolumbien, wo er mehrere französisch-belgische Industrieunternehmen leitete, hauptsächlich Goldminen. Seine Frau begleitete ihn erneut mit ihren beiden Kindern. Später bat ihn die britische Regierung, deren Interessen in einem Schiedsverfahren zwischen einem englischen Unternehmen und der kolumbianischen Regierung über ein Eisenbahnbauprojekt zu vertreten. Er blieb bis 1910 in Kolumbien und kehrte dann endgültig nach Belgien zurück. Er engagierte sich in der Colonial Veterans Association und hielt in Brüssel, Gent und Brügge Vorträge zu kolonialen Themen. Valcke war an vielen Kolonialunternehmen beteiligt, darunter der Union nationale des transports fluviaux (Unatra), Kilo-Moto Gold Mines, Société minière de Luebo, Société minière de l'Aruwimi-Ituri, Société minière du Kasai, Cie du Lomami-Lualaba, Ciments du Katanga und Cie du Kasai. Er starb am 16. März 1940 in Gent.

## Veröffentlichungen
- Des produits commerçables du Congo. Bulletin de la Sté belge des Ingénieurs et industriels. 1886.
- Cinq années sur le Congo. Bulletin de la Sté de géographie commerciale de Paris, VIII (3): 203. 1886.
- Description de la région des Cataractes, de Vivi au Stanley-Pool. Bulletin Sté belge des ing. Et des industriels. 1886.
- Conférence sur le Congo. Bulletin Sté royale de géog. d'Anvers, X (1): 42. 1885.
- Matadi, port de mer. Mouv. Géog.: Ausgabe 65. 1889.
- D'Anvers au Congo. Mouv. Géog.: Ausgabe 73. 1891.
- Une Promenade autour d'un village du Bas-Congo. Conférence, Bulletin de la Société belge de Géog, X: Ausgabe 60. Ohne Datumsangabe.
- Pourquoi les vétérans coloniaux sont oubliés. Expansion Belge, and Vieux Congo by L. Lejeune. Seiten 23–31. 1930.